# 塩田正太郎
塩田 正太郎（しおた しょうたろう、1879年〈明治12年〉6月22日 - 没年不明）は、日本の政治家、実業家。香川県三豊郡仁尾町長（初代）。香川県会議員。仁尾塩田（現・仁尾興産）取締役。

## 経歴
香川県三野郡仁尾村生まれ。塩田廣太郎の長男。1899年、慶應義塾高等科卒業。1918年、父退隠により家督を相続した。1921年1月から1924年3月まで仁尾村長をつとめた。1924年4月から1925年2月まで仁尾町長をつとめた。
仁尾塩田会社の重役で、三豊紡績会社の重役を兼ねた。また香川県参事会員であった。

## 人物
1923年頃の社会不安（農民党と地主との対立）について、塩田が出てその間の調停をうまくやり、その手腕は社会から認められた。住所は香川県三豊郡仁尾町。

## 家族・親族
塩田家
- 父・廣太郎[4]
- 継母・ミツ（1860年 - ?、香川士族、徳田元蔵の二女）[4][5]
- 妻・キク[4]
- 長男・正夫（1907年 - ?）[4][5]
  - 同妻・登喜子（1911年 - ?、香川、安藤家隆の長女）[4][5]
  - 同長女[4][5]
  - 同二女[4][5]
- 男・正康（1914年 - ?）[4]
- 男（1916年 - ?）[4]
- 長女・正子[4][5]（1912年 - ?、香川、資産家・石橋常蔵の妻）[7]
- 孫[4]

親戚
- 塩田忠左衛門（衆議院議員、資産家、大地主）